# Ugsi-Långtjärnen
Ugsi-Långtjärnen är en sjö i Älvdalens kommun i Dalarna och ingår i Dalälvens huvudavrinningsområde. Sjön har en area på 0,195 kvadratkilometer och ligger 425,1 meter över havet. Sjön avvattnas av vattendraget Lill-Ugan.

## Delavrinningsområde
Ugsi-Långtjärnen ingår i det delavrinningsområde (679010-138455) som SMHI kallar för Utloppet av Stor-Ugsi. Medelhöjden är 443 meter över havet och ytan är 21,73 kvadratkilometer. Det finns inga avrinningsområden uppströms utan avrinningsområdet är högsta punkten. Lill-Ugan som avvattnar avrinningsområdet har biflödesordning 3, vilket innebär att vattnet flödar genom totalt 3 vattendrag innan det når havet efter 388 kilometer. Avrinningsområdet består mestadels av skog (56 procent) och sankmarker (33 procent). Avrinningsområdet har 1,81 kvadratkilometer vattenytor vilket ger det en sjöprocent på 8,3 procent.